# Letis hypnois
Letis hypnois é uma espécie de mariposa pertencente ao gênero Letis.
É uma espécie distribuída desde a América Central e Caribe até o Rio Grande do Sul, no Brasil. Foi registrada na Reserva Biológica Poço das Antas, no Brasil, e nos territórios franceses de Guadalupe e da Guiana.